# 小高敏郎
小高 敏郎（おだか としお、1922年6月3日 - 1966年10月27日）は、日本の国文学者。横浜市生まれ。第一高等学校を経て、1943年に東京帝国大学国文科入学。学徒出陣で伊豆大島で陸軍少尉。1948年、東京大学国文科卒。養徳社勤務を経て、1952年、学習院教授。1956年、共立女子大学短期大学部助教授。1960年、学習院大学助教授。1964年、教授。貞門俳諧を専門とした。44歳で死去。
　

## 著書
- 『松永貞徳の研究』至文堂、1953　のち臨川書店
- 『松永貞徳の研究 続篇』至文堂、1956 のち臨川書店
- 『近世初期文壇の研究』明治書院、1964
- 『俳句物語』岩崎書店、1964　少年少女日本古典物語全集
- 『ある連歌師の生涯 里村紹巴の知られざる生活』至文堂、1967

## 共著
- 『小倉百人一首新釈』犬養廉共著　白揚社、1954
- 『評解名句辞典』麻生磯次共著　蒼明社、1955

## 翻訳・校訂
- 安楽庵策伝「醒睡笑」訳『古典日本文学全集 第29 (江戸小説集 下)』筑摩書房、1961
- 松永貞徳「戴恩記」校注『日本古典文学大系 第95』岩波書店、1964
- 『江戸笑話集　日本古典文学大系 第100』岩波書店、1966
- 石田梅岩「都鄙問答」『日本古典文学大系 第97 近世思想家文集』岩波書店、1966

## 追悼文集
- 『小高敏郎君追悼録』小高敏郎君追悼録刊行会　1967

## 参考
- 「近世初期文壇の研究」著者紹介
- 「年譜」『小高敏郎君追悼録』